# Col·legi Públic Torres Jonama
El Col·legi Públic Torres Jonama és una obra de Palafrugell (Baix Empordà) protegida com a Bé Cultural d'Interès Local.

## Descripció
Grup escolar amb jardins format per tres edificis d'una planta amb grans finestrals correguts en una de les façanes: s'organitzen a partir d'un passadis i serveis en un costat al qual donen les aules. La coberta és a dues vessants i recolza sobre encavallades de fusta. Els murs són arrebossats amb imitació d'obra vista. Es conserva part de l'enjardinament original, amb una font-brollador de ceràmica vidriada i terracuita d'influència noucentista.

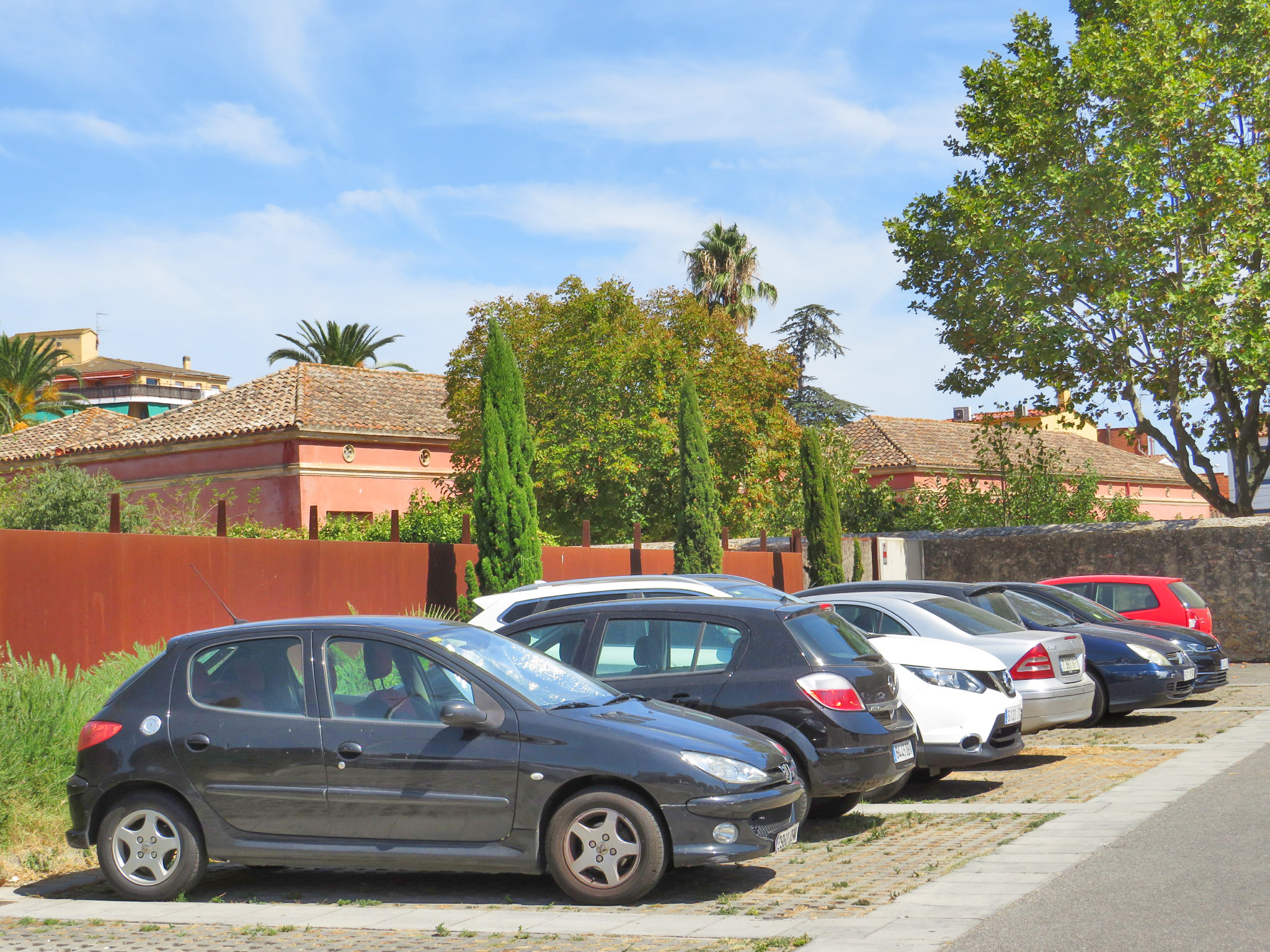
L'escola vista des de l'aparcament del camí Fondo

Les escoles han sofert diverses ampliacions, a partir dels edificis originals.

## Història
Josep Torres i Jonama, palafrugellenc dedicat a la indústria del suro, fou el mecenes que impulsà la construcció d'aquestes escoles. Va fer fortuna als Estats Units, sobretot després de la Primera Guerra Mundial. En un primer moment volgué acabar el campanar de l'església parroquial, però en veure la necessitat de tenir una escola canvia el destí dels seus estalvis. Posteriorment va subvencionar els grups escolars de Mont-ras, Regencós i Pals, que segueixen el mateix model arquitectònic.
L'immoble constitueix un dels primers exemples arquitectònics del moviment modern a Catalunya. Josep Torres diu: "Los edificios (...) a imitación de las escuelas americanas reuniran todos los adelantos modernos y creo mereceran la aprobación de la mayoría de los habitantes de esta villa". El projecte per a les escoles va ser portat d'Amèrica. El constructor d'aquesta escola de Palafrugell i les altres abans esmentades fou Miquel Brias Torrent.